# 国際私法学会
国際私法学会（こくさいしほうがっかい、英語: Private International Law Association Of Japan (PILAJ)）は、日本の学術研究団体の一つ。

## 概要
1949年11月4日設立。学術研究団体としての種別は単独学会。
国際私法の研究及びその研究者相互の協力を促進し、海外の学界との連絡及び協力を図ることを目的としている。

## 沿革
- 1949年 - 國際私法学會設立。
- 1986年 - 国際私法学会に改称。

## 刊行物

### 国際私法年報
- 誌名（和文）：国際私法年報
- 誌名（欧文）：Japanese yearbook of Private International Law
- 創刊年：1999
- 資料種別：ジャーナル（査読付き論文を含む）
- 使用言語：日英混在
- 発行形態：印刷体
- 著作権帰属先：著者
- クリエイティブコモンズ：-
- 購読：有料